# Comté de Phillips (Arkansas)
Pour les articles homonymes, voir Comté de Phillips.
Le comté de Phillips est un comté de l'État de l'Arkansas aux États-Unis. Au recensement de 2010, il comptait 21 757 habitants. Son siège est Helena-West Helena.
Entre le 30 septembre et le 1er octobre 1919, le comté de Phillips fut le siège d'une émeute raciale qui fit plusieurs centaines de morts.

## Démographie
| 1830  | 1840  | 1850  | 1860   | 1870   | 1880   | 1890   | 1900   |
| ----- | ----- | ----- | ------ | ------ | ------ | ------ | ------ |
| 1 152 | 3 547 | 6 935 | 14 877 | 15 372 | 21 262 | 25 341 | 26 561 |

| 1910   | 1920   | 1930   | 1940   | 1950   | 1960   | 1970   | 1980   |
| ------ | ------ | ------ | ------ | ------ | ------ | ------ | ------ |
| 33 535 | 44 530 | 40 683 | 45 970 | 46 254 | 43 997 | 40 046 | 34 772 |

| 1990   | 2000   | 2010   | - | - | - | - | - |
| ------ | ------ | ------ | - | - | - | - | - |
| 28 838 | 26 445 | 21 757 | - | - | - | - | - |